# Aeroporto Internacional Gobernador Horacio Guzmán
O Aeroporto Internacional Gobernador Horacio Guzmán (em castelhano:  Aeropuerto Internacional de Jujuy - Gobernador Horacio Guzmán) (IATA: JUJ, ICAO: SASJ) é o aeroporto que serve a cidade de Jujuy, província de Jujuy, Argentina. Está localizado a 33 km do centro da cidade, na localidade de Perico.
Inaugurado pelo Governador Darío Arias em 19 de Abril de 1967,o aeroporto foi originalmente nomeado Aeropurto El Cadillal. O Aeroporto foi batizado posteriormente com o nome de Horacio Gusmán, governador da província entre 1958 e 1966, pela sua iniciativa de projetar e construir as instalações.
O aeroporto possui uma área total de 621 hectares e conta com um terminal de passageiros capaz de atender a 200 passageiros por hora.

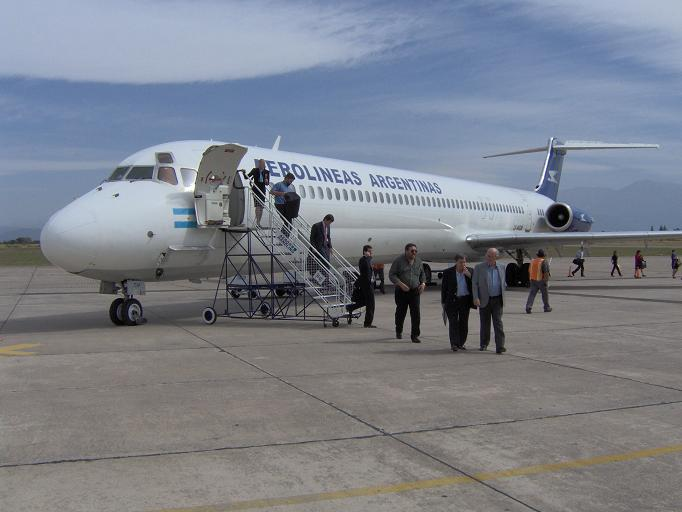
Um avião da Aerolineas Argentinas desembarcando em Aeroporto Internacional Gobernador Horacio Guzmán

## Companhias Aéreas e Destinos

### Terminal A
| Companhias            | Destinos                                                                                          |
| --------------------- | ------------------------------------------------------------------------------------------------- |
| Aerolíneas Argentinas | Buenos Aires-Aeroparque, Córdoba, Sazonal: São Paulo(Guarulhos) (Entre Janeiro/18 e Fevereiro/18) |
| Andes Líneas Aéreas   | Buenos Aires-Aeroparque, Salta                                                                    |